# غريغ نيكسون
غريغ نيكسون (بالإنجليزية: Greg Nixon)‏ هو عداء سريع أمريكي، ولد في 12 سبتمبر 1981 في الولايات المتحدة.

## وصلات خارجية
- غريغ نيكسون على موقع الاتحاد الدولي لألعاب القوى (الإنجليزية)
- غريغ نيكسون على موقع الاتحاد الأمريكي لسباقات المضمار والميدان (الإنجليزية)
- غريغ نيكسون على موقع الدوري الماسي (الإنجليزية)